# Myśliwa
Myśliwa (biał. Мысліва, Mysliwa; ros. Мысливо, Mysliwo) – wieś na Białorusi, w obwodzie mińskim, w rejonie nieświeskim, w sielsowiecie Łań.

## Historia
W dwudziestoleciu międzywojennym zaścianek leżący w Polsce, w województwie nowogródzkim, w powiecie nieświeskim, do 1 października 1927 w gminie Lisuny, następnie w gminie Łań. W 1921 miejscowość liczyła 75 mieszkańców, zamieszkałych w 16 budynkach, w tym 71 Polaków i 4 Białorusinów. 69 mieszkańców było wyznania rzymskokatolickiego i 6 prawosławnego.
Po II wojnie światowej w granicach Związku Sowieckiego. Od 1991 w niepodległej Białorusi.